# وستپورت (واشینگتن)
وستپورت (به انگلیسی: Westport) شهری در شهرستان گریز هاربر ایالت واشنگتن است که در سرشماری سال ۲۰۱۰ میلادی، ۲۰۹۹ نفر جمعیت داشته است.

## نگارخانه

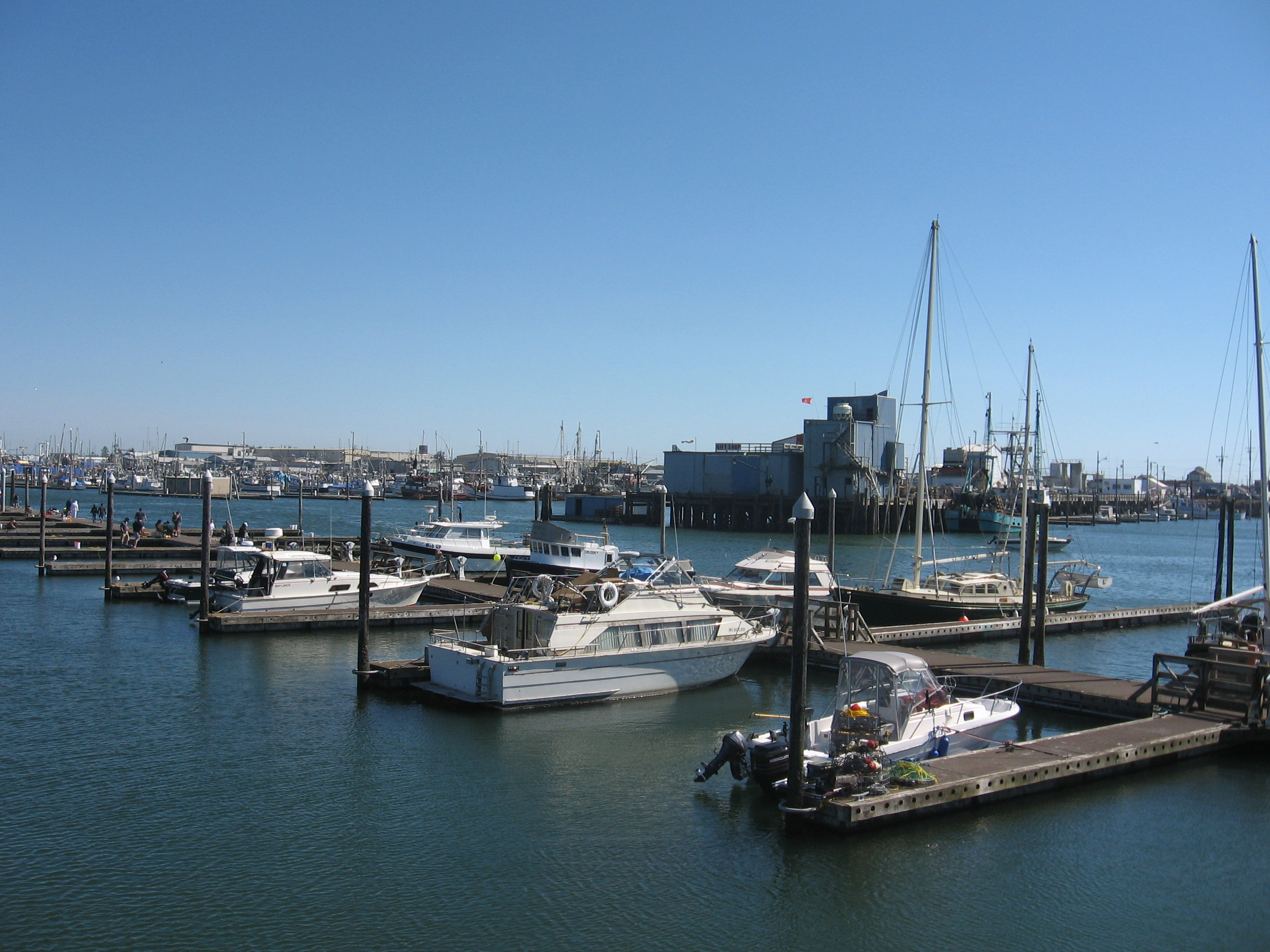
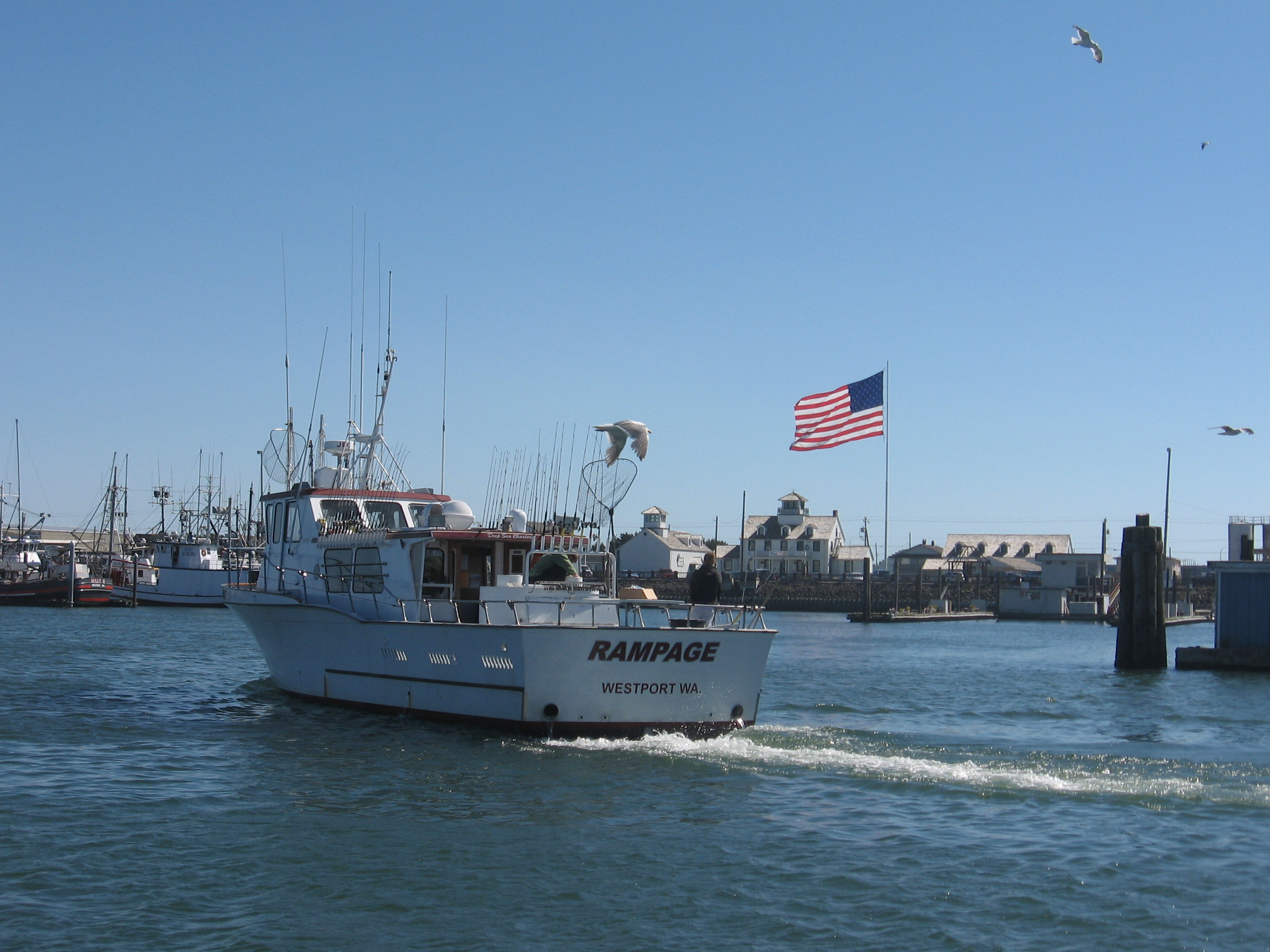